# Bò rừng châu Âu
Bò rừng châu Âu (danh pháp: Bos primigenius) hay còn gọi là bò Tur. Người ta cho rằng đây là tổ tiên của bò nhà (bò thủy tổ). Bò Tur trước đây phân bố rộng rãi cả ở châu Á và châu Âu dưới vài dạng khác nhau. Bò Tur có lông mềm, dài, thẳng, lông ở trên trán thường xoắn lại, Màu sắc lông có thể đen, nâu hoặc trắng, xám có sọc vàng, trắng dọc theo sống lưng. Sừng bò dài như cánh cung, màu đen, khoảng 50 cm. Ở phía nam châu Á, bò có u vai cao, lông màu vàng, mình hơi lép về phía mông, chân cao, đuôi dài quá khuỷu. Bò Tur rất khỏe, nhanh nhẹn. Con cái cao khoảng 150–170 cm, con đực cao khoảng 175–200 cm. Nhóm bò Tur đựợc thuần hóa cả ở châu Á và châu Âu, hình thành nên bò nhà châu Á (Bos Indicus) và bò nhà châu Âu (Bos Taurus).
Hiện nay bò Tur đã bị tiệt chủng, không còn tồn tại ở trạng thái hoang dã, chỉ còn lại các con cháu của chúng đã được thuần hóa.